# 777 (szám)
A 777 (római számmal: DCCLXXVII) egy természetes szám, szfenikus szám, a 3, a 7 és a 37 szorzata; palindromszám.

## A szám a matematikában
A tízes számrendszerbeli 777-es a kettes számrendszerben 1100001001, a nyolcas számrendszerben 1411, a tizenhatos számrendszerben 309 alakban írható fel.
A 777 páratlan szám, összetett szám, azon belül szfenikus szám, kanonikus alakban a 31 · 71 · 371 szorzattal, normálalakban a 7,77 · 102 szorzattal írható fel. Nyolc osztója van a természetes számok halmazán, ezek növekvő sorrendben: 1, 3, 7, 21, 37, 111, 259 és 777.
A 777 négyzete 603 729, köbe 469 097 433, négyzetgyöke 27,87472, köbgyöke 9,19335, reciproka 0,0012870. A 777 egység sugarú kör kerülete 4882,03498 egység, területe 1 896 670,591 területegység; a 777 egység sugarú gömb térfogata 1 964 950 732,4 térfogategység.

## A szám mint jelkép, kód

### A szám a vallásban
A 777-es szám a Bibliában a Szentháromság száma.

### A szám a számmisztikában
A numerológiai értelmezés szerint a 777 a Szentháromság száma, így a tökéletességet ábrázolja, „isteni szám”, a 666 ellentéte.